# Deivos
Deivos ist eine Technical-Death-Metal-Band aus Lublin, Polen, die im Jahre 1997 gegründet wurde.

## Geschichte
Die Band wurde im Jahre 1997 von Tomasz Kołcon (E-Gitarre), Marcin Górniak (Gesang) und Maciej Nawrocki (E-Bass, Drumcomputer, E-Gitarre) gegründet. Im Jahre 1999 nahm die Band ihre erste Demo namens Praised by Generations und veröffentlichte diese über Broken Mind Records. Aufgrund des Fehlens von Bassist und Schlagzeuger waren Live-Auftritte jedoch noch nicht möglich. 
Dies änderte sich Mitte des Jahres 2000, als Schlagzeuger Krzysztof Saran und Bassist Jaroslaw Pieńkoś der Band beitraten. Maciek und Marcin verließen die Band gegen Ende 2001. Bassist Jaroslaw übernahm nun auch den Posten des Sängers. Die Band hatte nun nur noch einen Gitarristen.
Anfang 2003 nahm die Band die EP Hostile Blood auf. Der Tonträger wurde im Herbst 2003 über Butchery Music veröffentlicht. 
Im Jahre 2004 trat Mścisław als zweiter Gitarrist der Band bei. Im Anschluss schrieb die Band neue Songs für ihr Debütalbum. Die Lieder wurden im Januar und Februar 2006 im Hertz Recording Studio aufgenommen. Der Name des Albums war Emanation from Below und wurde in Polen über Empire Records im November 2006 veröffentlicht. Das Album wurde über Metal Mind Productions in den restlichen Teilen Europas im Januar 2008 und in den USA im März 2008 veröffentlicht.
Gegen Ende des Jahres 2008 nahm die Band das nächste Album erneut im Hertz Studio auf. Das US-amerikanische Label Unique Leader Records wurde dadurch auf die Band aufmerksam, sodass Gospel of Maggots im Februar 2010 über das Label veröffentlicht. Infolgedessen hielt die Band eine Tour durch Polen. Pieńkoś verließ nach der Tour die Band und wurde durch Hubert (Gesang) und Kamil (E-Bass) ersetzt.
Im Herbst 2011 wird das nächste Album Demiurge of the Void bei Unique Leader Records erscheinen.

## Stil
Die Musik der Band wird mit der von Immolation, Hate Eternal, Decapitated und Behemoth verglichen. Charakteristisch ist dabei der aggressive Klang der Werke, die schnellen Blastbeats, sowie die schnell gespielten Gitarren.

## Diskografie
- 1999: Praised by Generations (Demo, Broken Mind Records)
- 2003: Hostile Blood (EP, Butchery Music)
- 2006: Emanation from Below (Album, Empire Records)
- 2008: Emanation from Below (Wiederveröffentlichung des Albums, Metal Mind Productions)
- 2010: Gospel of Maggots (Album, Unique Leader Records)
- 2011: Demiurge of the Void (Album, Unique Leader Records)
- 2015: Theodicy (Album, Selfmadegod Records)
- 2017: Endemic Divine (Album, Selfmadegod Records)
- 2019: Casus Belli (Album, Selfmadegod Records)